# Obrowo (gmina Czarna Dąbrówka)
Obrowo (dodatkowa nazwa w j. kaszub. Òbrowò) – osada leśna w Polsce, położona w województwie pomorskim, w powiecie bytowskim, w gminie Czarna Dąbrówka, nad strugą łączącą jeziora Obrowo i Jasień.
W latach 1975–1998 osada administracyjnie należała do województwa słupskiego.